# Gerennus
Gerennus was volgens de legende, zoals beschreven door Geoffrey van Monmouth, koning van Brittannië van 267 v.Chr. - 262 v.Chr.. Hij was de zoon van koning Elidurus en werd opgevolgd door zijn zoon Catellus. Zijn afstammelingen heersten over het Britse rijk gedurende de Romeinse bezetting.